# Karolina Sayn-Wittgenstein
Księżna Karolina Sayn-Wittgenstein, urodzona Karolina Elżbieta Iwanowska (8 lutego 1819 w Monasterzyskach, zm. 9 marca 1887 w Rzymie) – polska szlachcianka, ponadczterdziestoletnia przyjaciółka i partnerka Ferenca Liszta.

## Życiorys
Córka Piotra Iwanowskiego; urodziła się w Monasterzyskach na Ukrainie, w posiadłości należącej do rodziny Podoskich, z której pochodziła matka Karoliny. 26 kwietnia 1836 roku wyszła za mąż za oficera w służbie rosyjskiej, księcia Mikołaja zu Sayn-Wittgenstein-Ludwigsburg (1812–1864), syna księcia generała-feldmarszałka armii Imperium, Piotra Wittgensteina. Młodzi mieli tylko córkę, Marię Paulinę Antoninę (1837–1920), która później poślubiła księcia Konstantego zu Hohenlohe-Waldenburg-Schillingsfürst. Małżeństwo nie było udane i po dziesięciu latach nastąpiła faktyczna separacja.

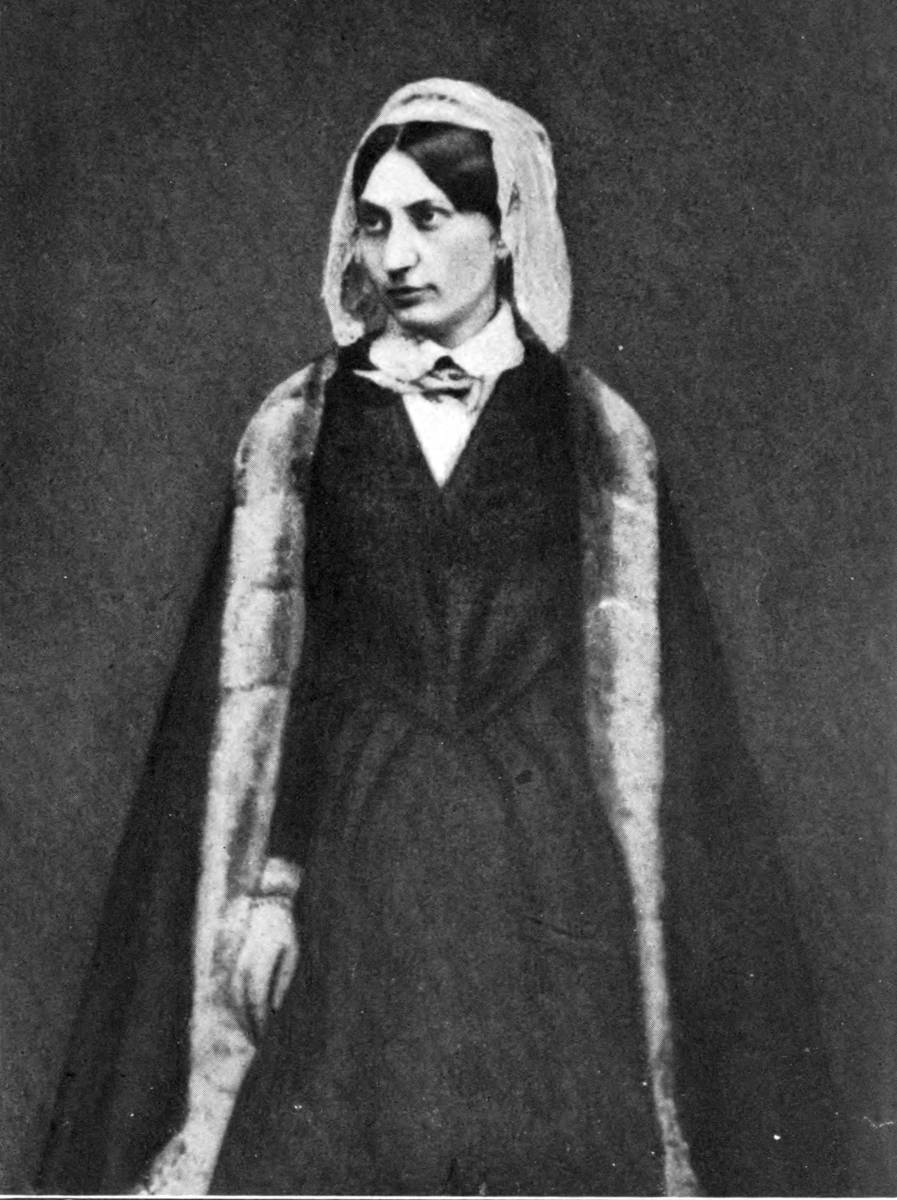
Księżna Karolina Sayn-Wittgenstein w 1847

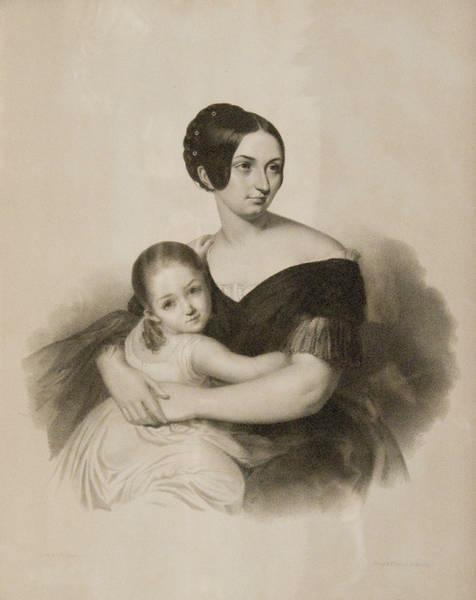
Księżna Karolina Sayn-Wittgenstein z córką Marie, ok. 1840

Księżna Karolina poznała Liszta w 1847 roku w Kijowie, gdzie słynny pianista wówczas koncertował, odbywając tournée po miastach ówczesnej Rosji. Na jej zaproszenie Liszt gościł parokrotnie w Woronińcach, pozostawiając jako wspomnienie muzyczne utwór pt. Żniwa w Woronińcach (Glanes de Woronince). W 1848 Liszt i Karolina zamieszkali wspólnie w Weimarze. Karolina miała duży wpływ na surowe wychowanie dzieci Liszta, które miał z Marie d’Agoult.
Karolina formalnie rozwiodła się w 1855 roku, jej mąż był protestantem i ożenił się powtórnie w 1857 roku. Ślub z Lisztem był jednak niemożliwy, gdyż Karolina była praktykującą katoliczką, zaś jej mąż jeszcze żył. Rozpoczęły się wieloletnie starania o orzeczenie nieważności małżeństwa, w co zaangażowane były najwyższe władze świeckie i duchowe – car oraz papież. W roku 1860, wydawało się, nastąpił sukces, gdyż Stolica Apostolska uznała ślub Wittgensteinów za „nieważny”. Zaplanowano wówczas ślub na 22 października 1861 roku, w pięćdziesięcioletnie urodziny Liszta. Jednak małżonek, Mikołaj zu Sayn-Wittgenstein, jak się wydaje, namówił cara Rosji na interwencję dyplomatyczną w Watykanie, w związku z czym wydane już pozwolenie na ślub zostało cofnięte. Dodatkowo, rząd carski skonfiskował Karolinie większość jej posiadłości i chłopów, co miało uniemożliwić późniejsze wyjście za mąż. Uważa się, że rosnąca awantura mogła skutecznie zaszkodzić planom małżeńskim Marii Pauliny, córki Karoliny, co ostatecznie skłoniło tę ostatnią do rezygnacji o dalsze starania o ślub z Lisztem.
Sytuacja ta bez wątpienia przyczyniła się do tego, iż Liszt w roku 1865 przyjął niższe święcenia kapłańskie. Pozostał jednak w platonicznym związku z Karoliną, która, uprawiając amatorsko pisarstwo, okazywała Lisztowi wielką pomoc, zwłaszcza w pracy nad jego książką Życie Chopina – możliwe nawet, że to ona ją napisała. Mieszkała do końca życia przy Via Babuino w Rzymie. Napisała dzieło o słabościach Kościoła katolickiego pt. Des causes intérieures de la faiblesse extérieure de l'Église en 1870 (24 tomy, 1872-1887), które zostało wydrukowane prywatnie, bez publicznej dystrybucji; kiedy jednak istnienie dzieła wyszło na jaw, jego dwa tomy trafiły na indeks ksiąg zakazanych. Śmierć ukochanego, Ferenca Liszta, wyniszczyła Karolinę zupełnie – przeżyła go zaledwie o siedem miesięcy. Została pochowana w Rzymie, jej nagrobek znajduje się na ścianie lapidarium cmentarza Campo Santo Teutonico.
Hector Berlioz, z którym dużo koresponowała, zadedykował Karolinie Wittgenstein swoją operę Trojanie (1863).